# Рицарски анолис
Рицарските анолиси (Anolis equestris) са вид средно големи влечуги от семейство Dactyloidae.
Разпространени са в равнинните райони на Куба, като са интродуцирани и в южна Флорида. Достигат дължина на тялото с опашката 33 до 51 сантиметра, като женските са малко по-дребни от мъжките. Живеят по дърветата, активни са през деня и се хранят главно с насекоми и охлюви, но също и с плодове, рядко с дребни гръбначни.